# Richmond 200 1957
Richmond 200 1957 var ett stockcarlopp ingående i Nascar Grand National Series (nuvarande Nascar Cup Series) som kördes 5 maj 1957 på den 0,5 mile (805 meter) långa ovalbanan Atlantic Rural Fairgrounds (nuvarande Richmond Raceway) i Richmond i Virginia. Banunderlaget var dirt. Totalt avverkades 100 miles (160,934 km) fördelat på 200 varv. Loppet vanns av Paul Goldsmith i en Ford på tiden 1:36,05 körande för DePaolo Engineering. Goldsmiths snitthastighet var 62,445 mph. Han var vid målgång ensam förare på ledarvarvet, ett varv före tvåan Fireball Roberts. DePaolo Engineerings bilar placerade sig på plats 1-2-3. Prispotten uppgick till 4 285 dollar, varav 700 dollar gick till segraren.

## Resultat
| Plc     | Nr | Förare            | Team/ bilägare       | Konstruktör | Start | Varv | Ledda varv |
| ------- | -- | ----------------- | -------------------- | ----------- | ----- | ---- | ---------- |
| 1       | 12 | Paul Goldsmith    | DePaolo Engineering  | Ford        | 7     | 200  | 41         |
| 2       | 22 | Fireball Roberts  | DePaolo Engineering  | Ford        | 3     | 199  | 159        |
| 3       | 98 | Marvin Panch      | DePaolo Engineering  | Ford        | 2     | 199  | 0          |
| 4       | 12 | Frankie Schneider | Hugh Babb            | Chevrolet   | 12    | 194  | 0          |
| 5       | 15 | Jim Paschal       | Stroppe Motorsports  | Mercury     | 15    | 188  | 0          |
| 6       | 16 | Johnny Allen      | Spook Crawford       | Plymouth    | 16    | 184  | 0          |
| 7       | 19 | L.D. Austin       | L.D. Austin          | Chevrolet   | 19    | 181  | 0          |
| 8       | 20 | Brownie King      | Jess Potter          | Chevrolet   | 20    | 178  | 0          |
| 9       | 11 | Ralph Earnhardt   | Petty Enterprises    | Oldsmobile  | 11    | 174  | 0          |
| 10      | 5  | Buck Baker        | Hugh Babb            | Chevrolet   | 5     | 172  | 0          |
| 11      | 9  | Tiny Lund         | A.L. Bumgarner       | Pontiac     | 9     | 160  | 0          |
| 12      | 18 | George Green      | Lonnie Fish          | Chevrolet   | 18    | 160  | 0          |
| 13      | 8  | Tom Pistone       | Hugh Babb            | Chevrolet   | 8     | 147  | 0          |
| 14      | 14 | Jack Smith        | Hugh Babb            | Chevrolet   | 14    | 107  | 0          |
| 15      | 22 | Harvey Eakin      | Harvey Eakin         | Ford        | 22    | 97   | 0          |
| 16      | 21 | Dick Klank        | i.u.                 | Ford        | 21    | 92   | 0          |
| 17      | 13 | Speedy Thompson   | Hugh Babb            | Chevrolet   | 13    | 60   | 0          |
| 18      | 1  | Russ Hepler       | Howard Coulter       | Pontiac     | 1     | 49   | 0          |
| 19      | 10 | Ralph Moody       | Smokey Yunick Racing | Ford        | 10    | 25   | 0          |
| 20      | 4  | Rex White         | Hugh Babb            | Chevrolet   | 4     | 24   | 0          |
| 21      | 6  | Cotton Owens      | Nichels Engineering  | Pontiac     | 6     | 23   | 0          |
| 22      | 17 | Emanuel Zervakis  | Zervakis Enterprises | Chevrolet   | 17    | 7    | 0          |
| Källor: |    |                   |                      |             |       |      |            |